# Nezuci
Nezuci (în sârbă Незуци) este un sat din comuna Višegrad, Republica Srpska, Bosnia și Herțegovina. În anul 2013 avea o populație de 119 locuitori.

## Istoric
Satul Nezuci se află pe drumul Goražde-Višegrad, chiar înainte de intrarea în Višegrad. Aproximativ douăzeci de case sunt situate pe versantul de pe malul stâng al râului Drina, vizavi de satul Dušče. Înaintea Războiului din Bosnia, satul era populat în principal de bosniaci musulmani. Nezuci este menționat în romanul E un pod pe Drina… (1945) al scriitorului sârb bosniac Ivo Andrić.

## Demografie
|           | 1971         | 1981         | 1991         | 2013         |
| Populație | 221 (100,0%) | 249 (100,0%) | 263 (100,0%) | 119 (100,0%) |
| Bosniaci  | 218 (98,64%) | 227 (91,16%) | 262 (99,62%) | -            |
| Sârbi     | 3 (1,357%)   | -            | -            | -            |
| Iugoslavi | -            | 15 (6,024%)  | -            | -            |
| Croați    | -            | -            | 1 (0,380%)   | -            |
| Alți      | -            | 7 (2,811%)   | -            | -            |